# Лајк Лорејн (Флорида)
Лајк Лорејн (енгл. Lake Lorraine) насељено је место без административног статуса у америчкој савезној држави Флорида.

## Демографија
По попису из 2010. године број становника је 7.010, што је 96 (-1,4%) становника мање него 2000. године.
| Група             | 2000.         | 2010.         |
| Белци             | 5.660 (79,7%) | 5.215 (74,4%) |
| Афроамериканци    | 606 (8,5%)    | 631 (9,0%)    |
| Азијати           | 229 (3,2%)    | 266 (3,8%)    |
| Хиспаноамериканци | 383 (5,4%)    | 554 (7,9%)    |
| Укупно            | 7.106         | 7.010         |